# Ночь всегда приходит
«Ночь всегда приходит» (англ. Night Always Comes) — американский криминальный триллер режиссёра Бенджамина Кэрона по сценарию Сары Конрадт. Экранизация романа Вилли Влаутина «Ночь всегда приходит». Главные роли в фильме исполнили Ванесса Кирби, Дженнифер Джейсон Ли, Джулия Фокс, Элай Рот и Рэндалл Парк.

## Сюжет
Линетт, которая заботится о своей матери Дорин и старшем брате Кенни, сталкивается с большими проблемами. В течение 24 часов она должна вернуть старые долги и найти достаточно средств, чтобы сохранить дом, который её семья снимала десятилетиями.

## В ролях
- Ванесса Кирби — Линетт
- Дженнифер Джейсон Ли — Дорин
- Зак Готтсаген — Кенни, брат Линетт
- Стивен Джеймс
- Джулия Фокс
- Элай Рот
- Рэндалл Парк
- Майкл Келли

## Производство
В марте 2024 года стало известно, что производством фильма займется компания Aluna Entertainment в рамках соглашения с Netflix. Фильм, основанный на романе Вилли Влаутина 2021 года, будет снят режиссёром Бенджамином Кэроном по сценарию Сары Конрадт. Ванесса Кирби исполнит главную роль, а также выступит продюсером фильма. Продюсерами также выступят Лорен Дарк, Бенджамин и Джоди Кэрон, Гэри Левинсон и Билли Хайнс.
В актёрский состав также вошли Дженнифер Джейсон Ли, Зак Готтсаген, Стефан Джеймс, Джулия Фокс, Элай Рот, Рэндалл Парк и Майкл Келли.
Основные съёмки начались в Портленде весной 2024 года.